# Matabele (Schiff)
Die HMS Matabele (Kennung: F26/G26/L26) war ein Zerstörer der (zweiten) Tribal-Klasse der britischen Royal Navy.
Das bei der Home Fleet eingesetzte Schiff wurde am 17. Januar 1942 als Eskorte des Nordmeergeleitzuges PQ-8 nordöstlich von Murmansk durch ein deutsches Unterseeboot torpediert und sank innerhalb weniger Minuten. Nur zwei Besatzungsmitglieder konnten gerettet werden.

## Die Geschichte des Schiffes
Bei der zweiten Auftragsverteilung für Zerstörer der neuen Tribalklasse am 19. Juni 1936 wurden auch zwei Neubauten bei der Werft Scotts Shipbuilding and Engineering Company in Greenock in Auftrag gegeben, die mit den Baunummern 568/569 als Matabele und Punjabi fertiggestellt wurden.
Die Kiellegung des ersten Neubaus erfolgte am 1. Oktober 1936, der beim Stapellauf am 6. Oktober 1937 den Namen Matabele erhielt und am 25. Januar 1939 als Teil der „2nd Tribal destroyer flotilla“ der Home Fleet, der späteren „6. Zerstörer-Flottille“, in Dienst gestellt wurde. Der Name kam vom heute in Simbabwe lebenden Volk der Ndebele, deren Königreich die Briten im Zweiten Matabelekrieg vernichtet hatten.
Vor dem Ausbruch des Zweiten Weltkriegs absolvierte das Schiff Übungsfahrten und Hafenbesuche, so am 3. Mai Cherbourg mit den Schwesterschiffen Eskimo und Ashanti. Am 12. Mai 1939 geleitete die Matabele die 1913 als Admiral von Tirpitz in Stettin vom Stapel gelaufene Empress of Australia mit König Georg VI. und Queen Elizabeth an Bord durch den Ärmelkanal auf der Ausreise zu einem Staatsbesuch nach Kanada.

### Kriegseinsätze
Ihre erste Aktion nach Ausbruch des Krieges war die Sicherung der durch deutsche Kampfschiffe schwer beschädigten Spearfish am 26. September 1939 vor Horns Rev mit den Schwesterschiffen Somali und Mashona. Zur Suche nach dem Boot wurde auch das 2. Kreuzergeschwader mit vier Kreuzern und drei weiteren Zerstörern entsandt. Zur Sicherung der Rückführung war auch die Home Fleet mit vier schweren Schiffen, dem Träger Ark Royal und weiteren Einheiten in See. Obwohl dieser Verband kaum Schäden durch einen deutschen Luftangriff erlitt, meldete die deutsche Propaganda die Versenkung des britischen Trägers und einen erfolgreichen Einsatz des neuen Kampfflugzeuges Junkers Ju 88.
Nach einem Werftaufenthalt in Devonport mit ähnlichen Reparaturen wie bei den Schwesterschiffen (fehlerhafte Turbinenblätter, strukturelle Schwächen in Zuleitungen und am Rumpf) zu Beginn des Jahres 1940 kehrte sie im März zur Home Fleet zurück und gehörte zu den ersten britischen Einheiten vor Norwegen zur Abwehr der deutschen Besetzung und zum Angriffsverband von vier Kreuzern und den Zerstörern Afridi, Gurkha, Sikh, Mohawk, Somali und Mashona für den geplanten Angriff auf Bergen, der am 9. nach schweren deutschen Luftangriffen durch 47 Junkers Ju 88 des KG 30 und 41 Heinkel He 111 des KG 26 abgebrochen wurde, bei denen die Gurkha verloren ging.
Dann transportierte sie Truppen und Ausrüstung nach Norwegen. Am 14. April landete sie mit den Kreuzern Glasgow und Sheffield sowie den Zerstörern Afridi, Somali, Nubian, Sikh und Mashona Vorausabteilungen bei Namsos. Sie lief am 18. April vor Norwegen auf Grund, konnte aber aus eigener Kraft freikommen. Am 26. brachte sie mit den französischen Zerstörern Brestois und Boulonnais den französischen Nachschubkonvoi FS. 1 von drei Frachtern nach Namsos ein, die Material lieferten, aber auch Truppen einschifften.

Am 17. Mai lief der von der Matabele eskortierte Leichte Kreuzer Effingham bei dem Versuch, Verstärkungen nach Bodø zu bringen, auf ein Riff. Nach der Übernahme von Truppen und Ausrüstung durch die Kreuzer Coventry und Cairo und die Zerstörer Matabele und Echo, versenkte die Matabele den Kreuzer durch Torpedos und Geschützfeuer, der allerdings bis zum Kriegsende zum Teil liegend aus dem Wasser ragte.
Ende Mai 1940 kehrte die Matabele zu fälligen Reparaturen in den Hafen von Falmouth zurück. Während dieser bis Mitte August dauernden Arbeiten wurde die Bewaffnung durch den Austausch des Geschützturms auf der 'X'-Position gegen einen für die Luftabwehr besser geeigneten Zwillingsturm mit 4-Zoll-Geschützen verstärkt.
In der Nacht vom 23. zum 24. Oktober 1940 war sie wieder vor Norwegen und versenkte dort zusammen mit ihren Schwesterschiffen Somali und Punjabi das deutsche Wetterbeobachtungsschiff Adolf Vinnen.
Es folgten weitere Einsätze vor Norwegen, insbesondere die Sicherung von Minenlege-Operationen nahe der norwegischen Küste.
Von Mitte April bis Mitte August 1941 befand sich der Zerstörer in der Werft in Barrow, wobei der hintere Schornstein gekürzt und der hintere Mast entfernt wurden, um die Feuerbereiche der Flugabwehrwaffen zu verbessern. Die lange Dauer des Werftaufenthalts wurde durch eine Grundberührung während erster Tests verursacht.
Vom 30. August bis zum 15. September lief die Matabele mit ihren Schwesterschiffen Punjabi und Somali nach Murmansk und zurück nach Scapa. Sie begleiteten den Schweren Kreuzer Shropshire und den alten Träger Argus mit Hawker Hurricanes und RAF-Personal für Russland.

### Das Ende derMatabele

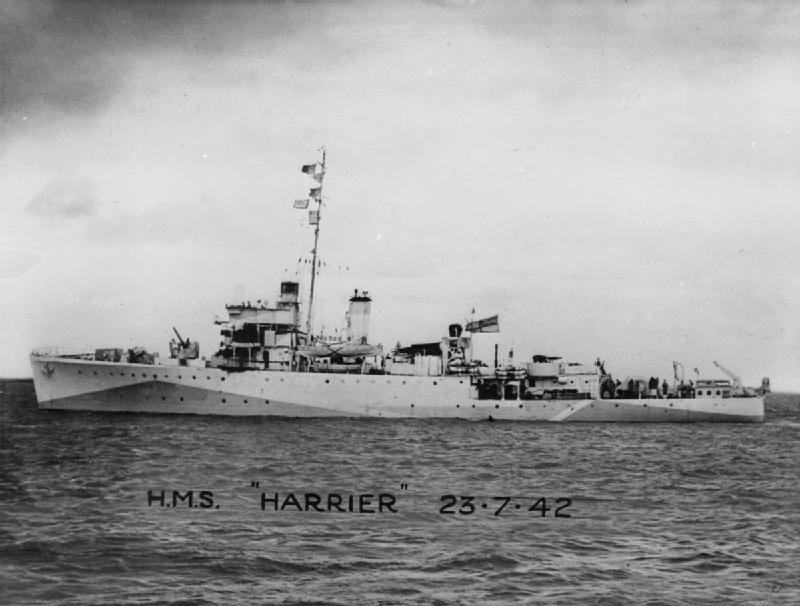
HMS Harrier

Am 17. Januar 1942 wurde die Matabele, während sie zusammen mit der Somali den Nordmeergeleitzug PQ-8 eskortierte, vor der Halbinsel Kola vom deutschen U-Boot U 454 nordöstlich von Murmansk auf der Position 69° 21′ 0″ N, 35° 27′ 0″ O torpediert und sank innerhalb weniger Minuten. Obwohl ein Großteil der Besatzung noch über Bord springen konnte, erfroren die meisten im eiskalten Wasser. Nur zwei Besatzungsmitglieder konnten vom ebenfalls zur Sicherung gehörenden Minensucher Harrier gerettet werden.